# Cattedrale di Llandaff
La cattedrale di Llandaff (in gallese Eglwys Gadeiriol Llandaf) è la chiesa principale della diocesi anglicana di Llandaff, successore legale dell'antica diocesi di Llandaff istituita nel VI secolo. Llandaff è oggi un sobborgo di Cardiff (Galles). È una delle due cattedrali della capitale gallese, insieme a quella cattolica (costruita solo nell'Ottocento e divenuta tale nel 1916 per l'erezione dell'arcidiocesi di Cardiff, chiesa situata nel centro della città).
 
L'edificio attuale risale al XII secolo e fu costruito sul sito di una precedente chiesa dal vescovo Urbano di Llandaff. La cattedrale è dedicata ai santi Pietro e Paolo, oltre ai tre santi gallesi Dubricio, Teilo e Odoceo.